# Bostina, Smolean
Bostina (în bulgară Бостина) este un sat în comuna Smolean, regiunea Smolean,  Bulgaria. 

## Demografie
Componența etnică a satului Bostina
     Bulgari (95,52%)
     Nicio identificare (4,47%)
     Altele (0%)
La recensământul din 2011, populația satului Bostina era de 134 locuitori. Din punct de vedere etnic, majoritatea locuitorilor (95,52%) erau bulgari. Pentru 4,47% din locuitori nu este cunoscută apartenența etnică.